# Dãy núi Altai

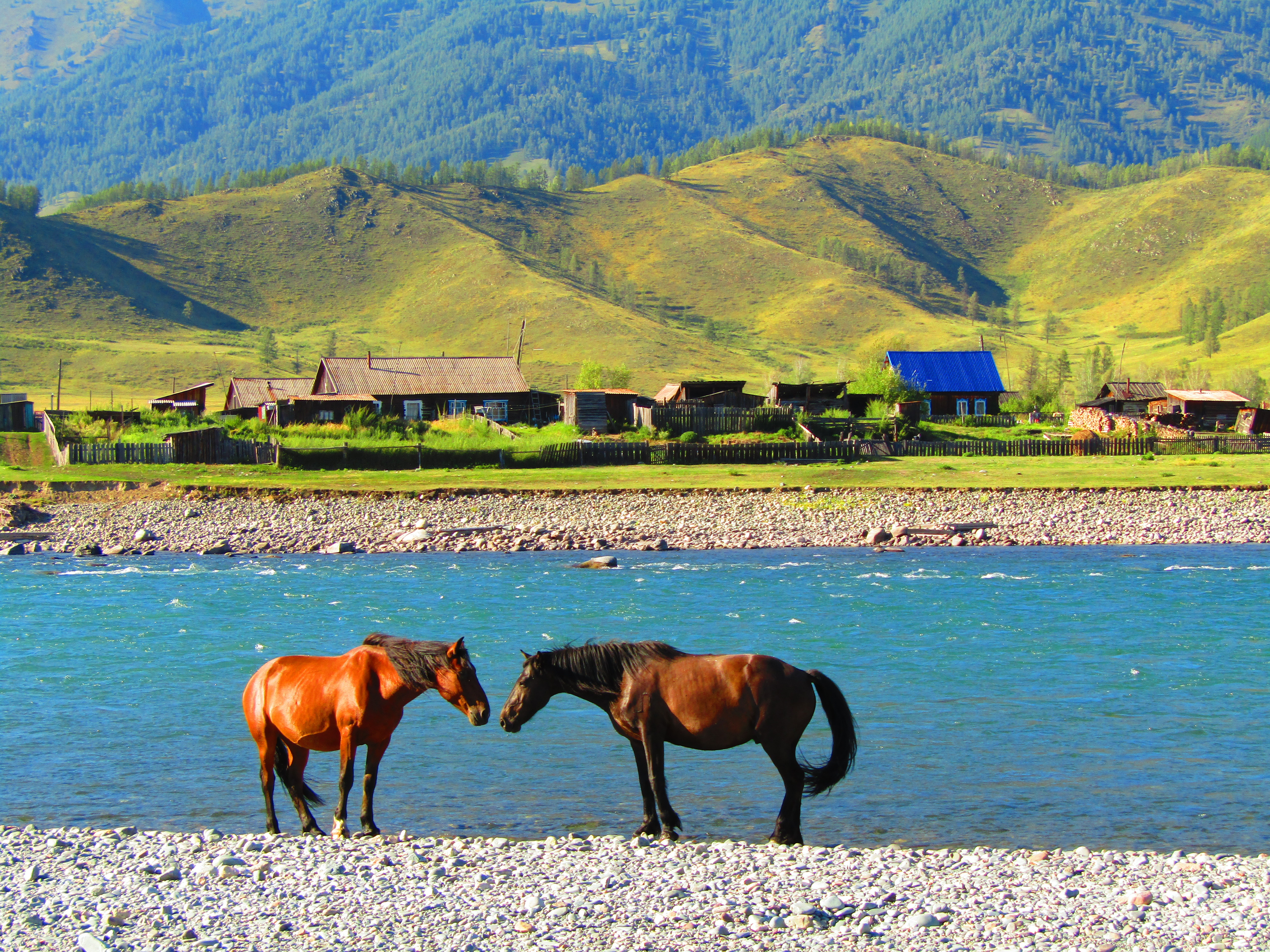
Dưới chân núi rặng Altai

Dãy núi Altay hay dãy núi Altai hay rặng Altai là một dãy núi ở trung tâm châu Á, nằm trên khu vực biên giới Nga, Trung Quốc, Mông Cổ và Kazakhstan, và là thượng nguồn của các con sông lớn như Irtysh, Obi và Enisei. Phần kết thúc phía tây bắc của dãy núi là tọa độ 52° Bắc và trong khoảng 84-90° Đông (tại đây nó nối liền với dãy núi Sayan ở phía đông). Dãy núi này kéo dài về phía đông nam từ đây tới khu vực có tọa độ khoảng 45° Bắc 99° Đông, tại đây nó thấp dần và hòa trộn vào vùng cao nguyên của sa mạc Gobi. Tên gọi của dãy núi trong tiếng Turk là Alytau hay Altay, trong đó Al có nghĩa là "vàng", tau là "núi"; trong tiếng Mông Cổ là Altain-ula, tức "dãy núi Vàng". Dãy núi này còn có tên gọi bản địa khác là Ek-tagh, Altai Mông Cổ, Đại Altai và Nam Altai. Nơi đây có khu vực Các ngọn núi vàng của dãy Altay được công nhận là Di sản thế giới.

## Địa thế
Năm ngọn núi cao nhất của Altai là:
- Belukha, 4.506 m (14.783 ft), Kazakhstan–Nga
- Đỉnh Khüiten, 4,374 m (14,35 ft), Trung Quốc (Tân Cương)–Mông Cổ
- Mönkh Khairkhan, 4,204 m (13,79 ft), Mông Cổ
- Núi Sutai, 4,220 m (13,85 ft), Mông Cổ
- Tsambagarav, 4,195 m (13,76 ft), Mông Cổ

### Khu vực phía bắc
Ở phía bắc của khu vực này là dãy núi Sailughem hay dãy núi Silyughema, còn gọi là Kolyvan Altai, nó kéo dài từ đông bắc tại khu vực tọa độ 49° Bắc và 86° Đông kéo dài về phía các đỉnh cao phía tây của dãy núi Sayan tại khu vực có tọa độ 51°60' Bắc và 89° Đông. Độ cao trung bình của nó là 1.500-1.750 m. Tuyết bao phủ từ độ cao 2.000 m ở sườn phía bắc và từ độ cao 2.400 m ở sườn phía nam, và phía trên nó là các đỉnh cao gồ ghề cao hơn nữa khoảng 1.000 m. Rất ít các đường đèo vượt ngang qua dãy núi và rất khó đi, chính yếu nhất là Ulan-daban ở cao độ 2.827 m (theo Kozlov là 2.879 m) tại phía nam và Chapchan-daban ở cao độ 3.217 m, tại phía bắc. Ở phía đông và đông nam thì nằm ở sườn dãy núi này là cao nguyên Mông Cổ lớn, chuyển tiếp giữa chúng là các cao nguyên nhỏ, như Ukok 2.380 m với Pazyryk, Chuya 1.830 m, Kendykty 2.500 m, Kak 2.520 m, Suok 2.590 m và Juvlu-kul 2.410 m.
Khu vực này có một vài hồ lớn, như Ubsa-nor 720 m trên mực nước biển, Kirghiz-nor, Durga-nor và Kobdo-nor 1.170 m, và bị cắt ngang bởi nhiều dãy núi khác, trong đó chủ yếu là dãy núi Tannu-Ola, chạy gần như song song với dãy núi Sayan về phía đông tới Kosso-gol, và dãy núi Khan-khu, cũng kéo dài theo hướng đông-tây.

### Altai trung tâm

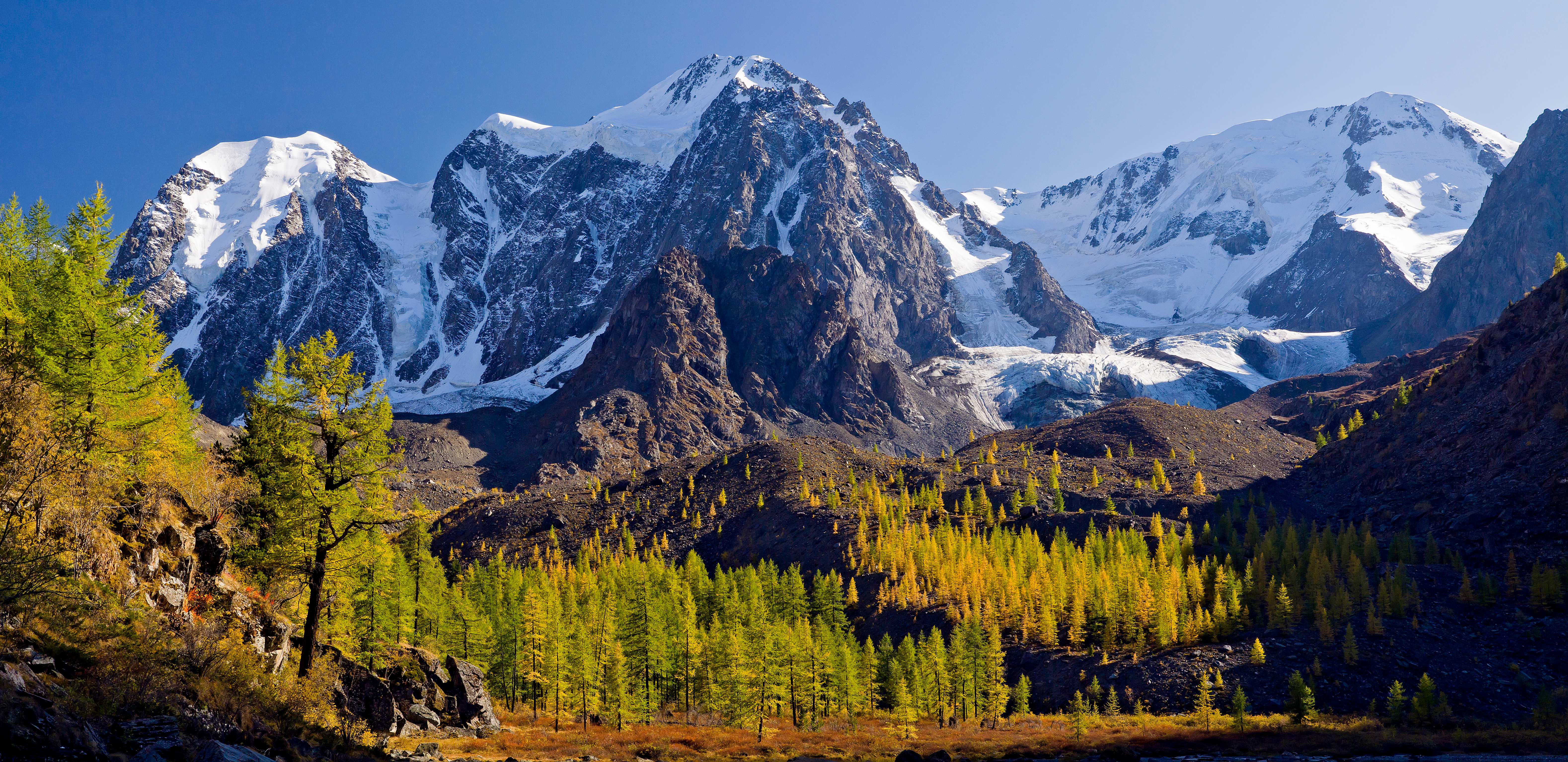
Dãy núi Chuya ở trung tâm Altai

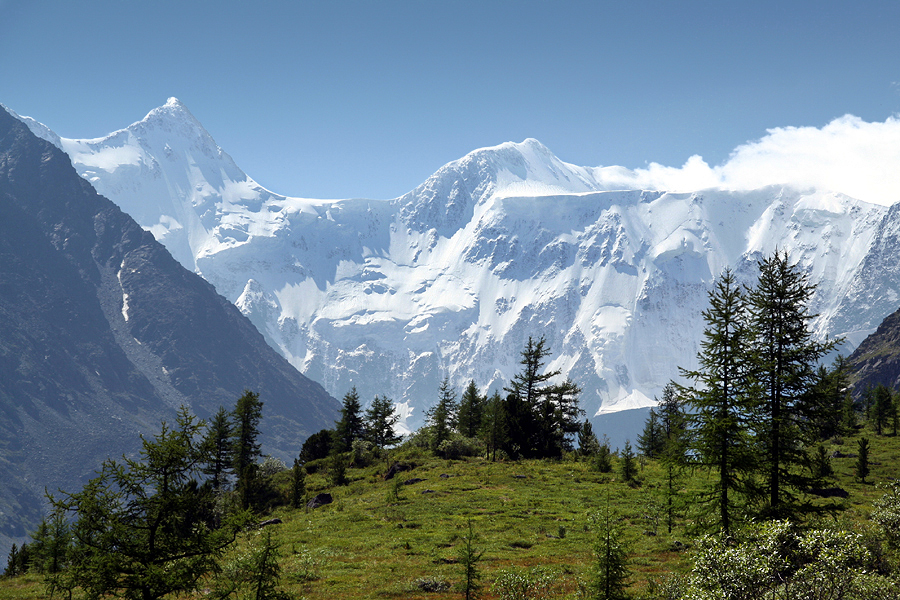
Núi Belukha (Belucha hoặc Byelukha), ngọn núi cao nhất ở Altay và Siberia

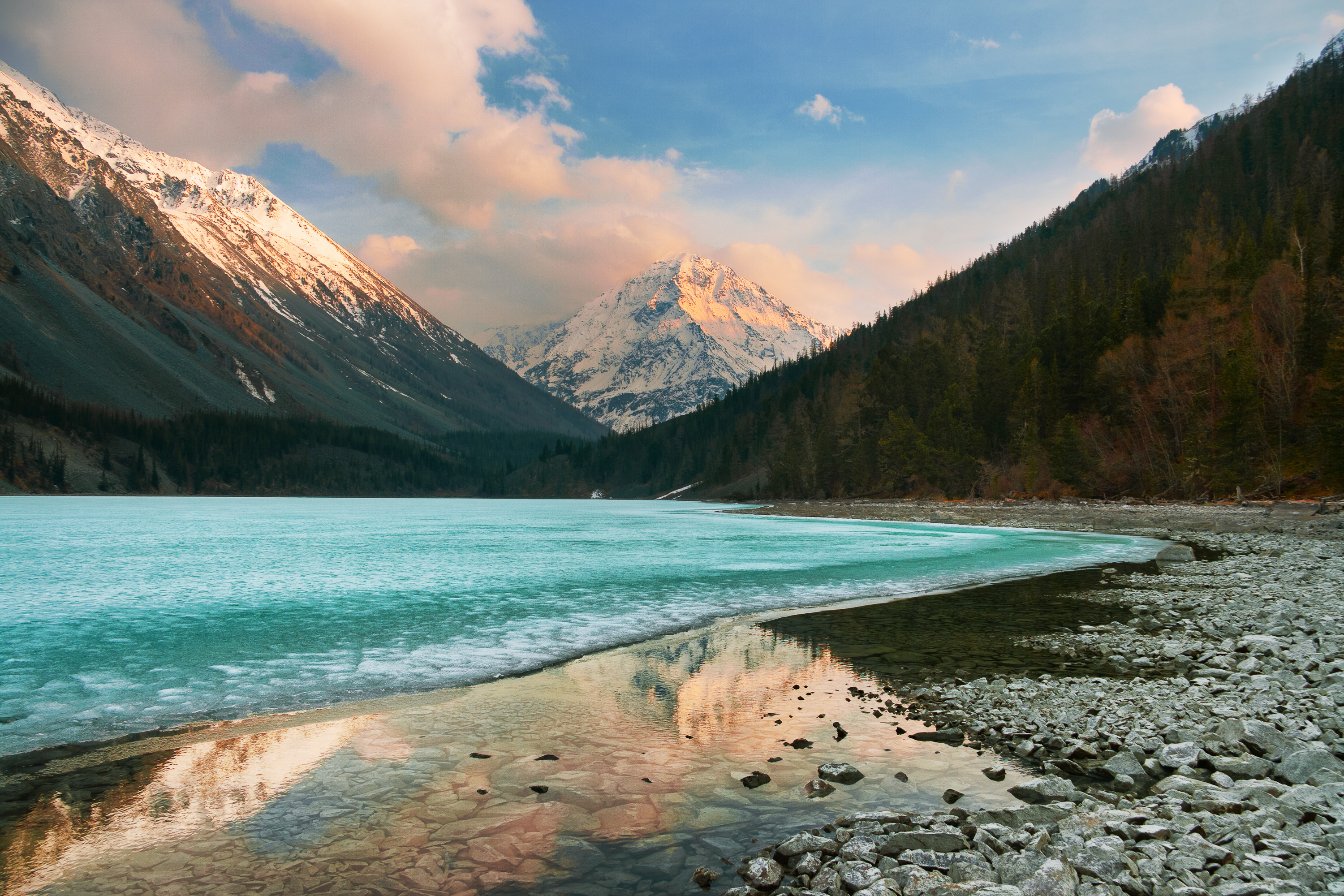
Hoàng hôn trên hồ Kucherla

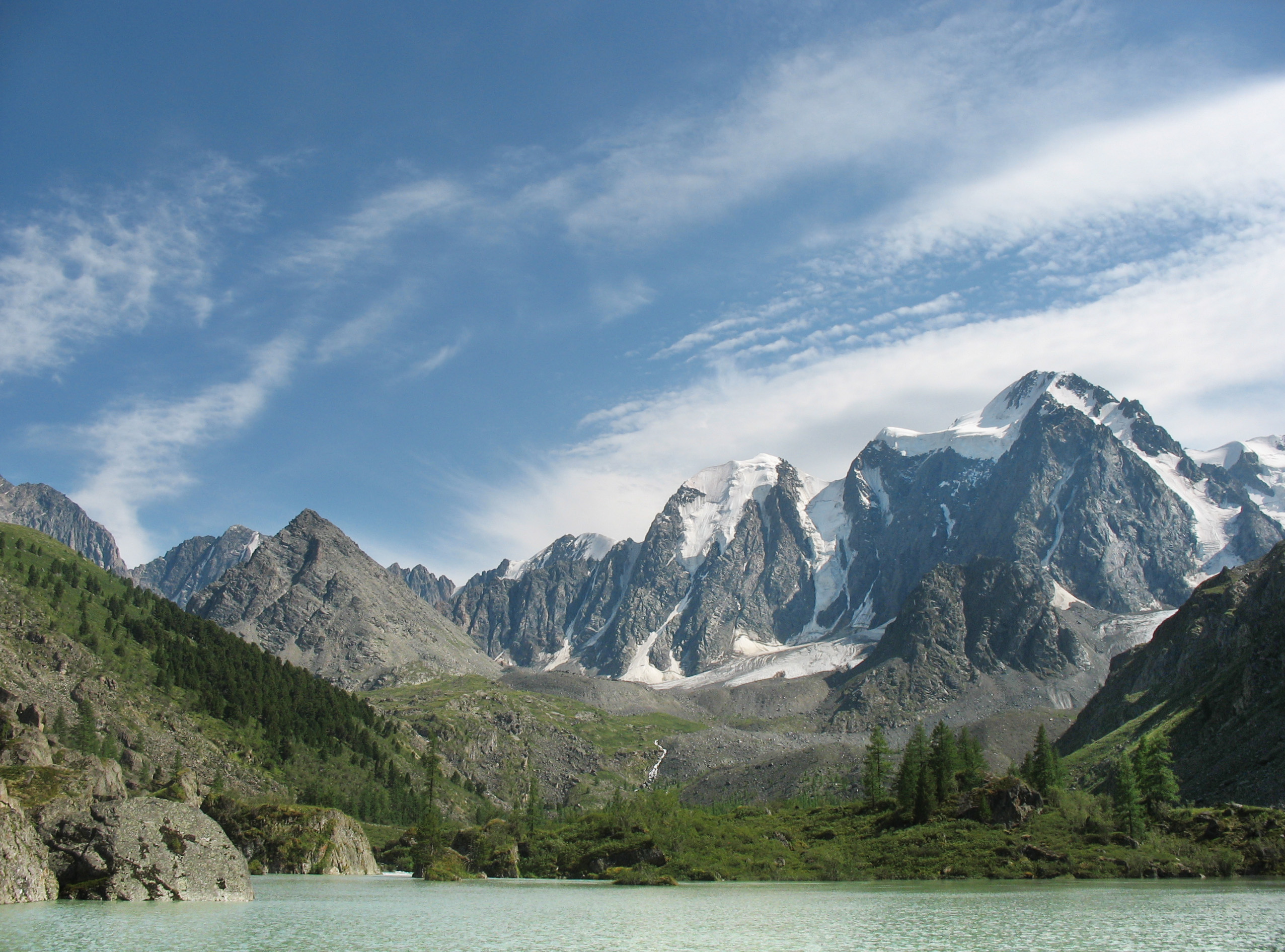
Hồ Shavlinskoe (Shalinskoye) ở chân sườn núi chính của dãy núi Bắc Chuya ở trung tâm Dãy núi Altay

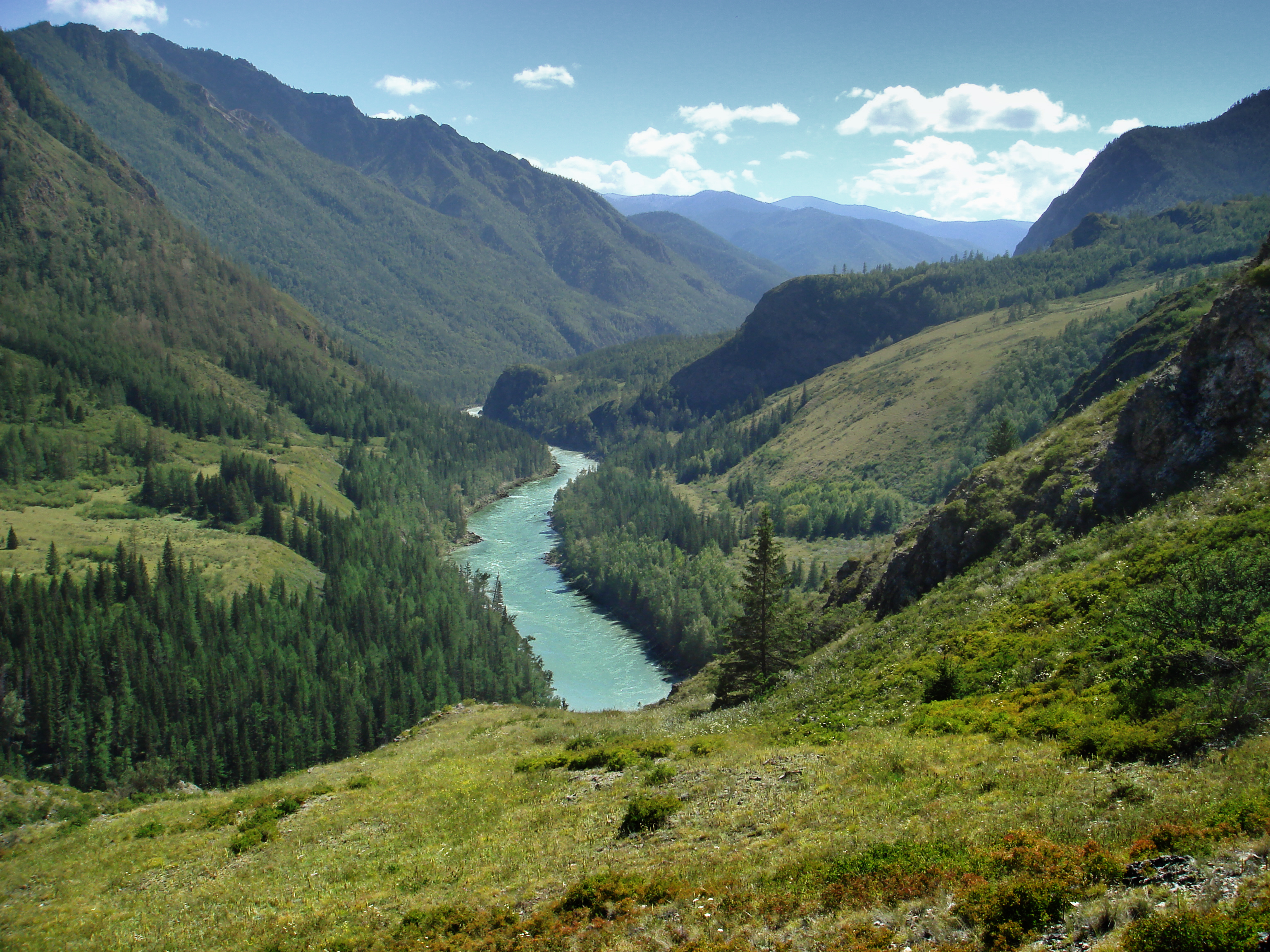
Sông Katun

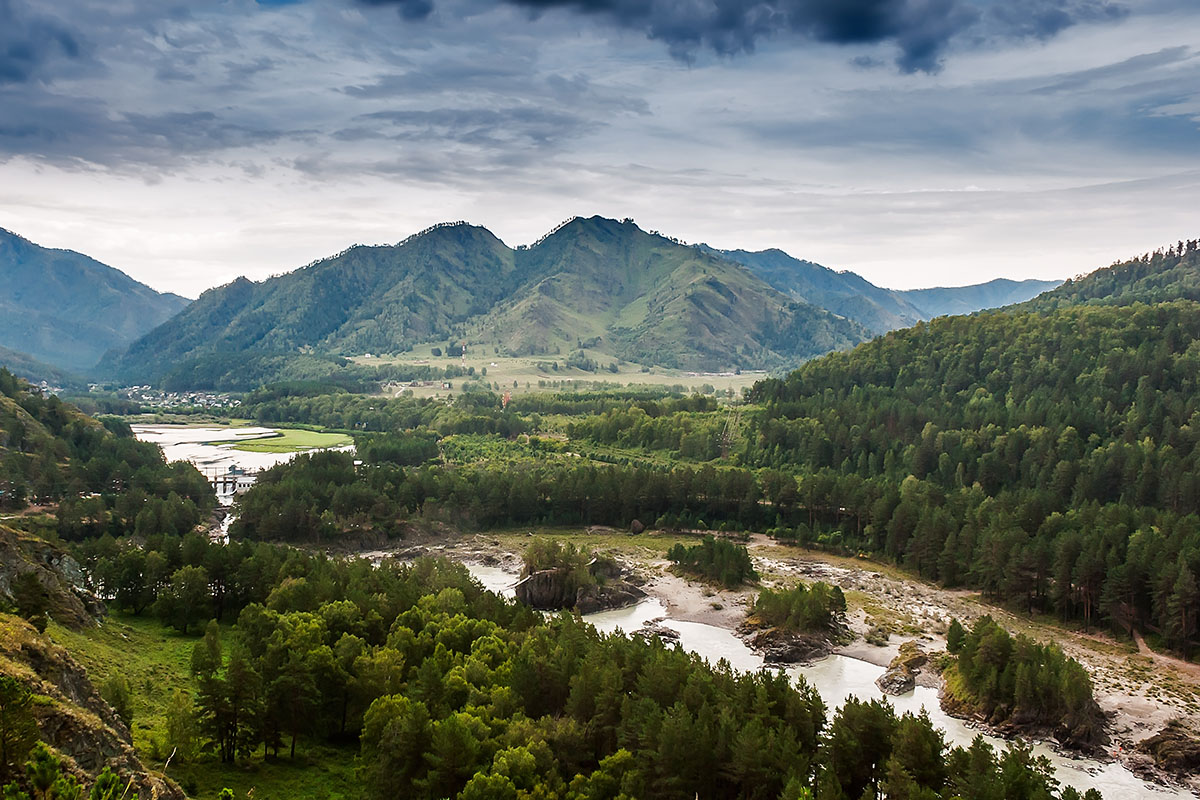
Khung cảnh của Katun, Chamal, Đỉnh Camel,

Các vách núi phía tây bắc và phía bắc của dãy Sailughem là rất dốc và rất khó tiếp cận. Ở phía này là các đỉnh cao nhất của dãy núi, đó là núi đôi Belukha, các đỉnh cao của nó đạt tới độ cao 4.506 và 4.440 m, và là nơi phát sinh của một số sông băng (30 km² trong khu vực tổng thể vào năm 1911). Ở đây còn có Kuitun (3.660 m) và một vài đỉnh núi cao khác nữa. Một số mũi núi khác, tỏa ra theo các hướng từ dãy núi Sailughem và nối liền dãy núi này với vùng đất thấp Tomsk. Chẳng hạn dãy núi Chuya, có độ cao trung bình 2.700 m, với các đỉnh 3.500-3.700 m, và ít nhất 10 sông băng ở sườn phía bắc của nó; dãy núi Katun, có độ cao trung bình khoảng 3.000 m và chủ yếu bị tuyết bao phủ, dãy núi Kholzun; Korgon 1.900-2.300 m, dãy núi Talitskand Selitsk; dãy núi Tigeretsk.
Một vài cao nguyên thứ cấp với độ cao thấp hơn cũng đã được các nhà địa lý phát hiện, Thung lũng Katun bắt đầu như một hẻm núi ở sườn tây nam của Belukha; sau đó qua một khúc uốn cong lớn, con sông Katun dài 600 km này xuyên qua dãy núi Katun và đi vào một thung lũng rộng hơn, nằm ở cao độ từ 600-1.100 m, tại đó nó tiếp tục chảy cho đến khi nó hòa nhập với sông Biya tại khu vực có phong cảnh đẹp. Sông Katun và Biya cùng nhau tạo thành sông Obi.
Thung lũng kế tiếp là Charysh, nó có các dãy núi Korgon, Tigeretsk ở một bên và các dãy núi Talitsk, Bashalatsk ở một bên. Thung lũng này cũng rất màu mỡ. Dãy núi Altai, nhìn từ thung lũng này, tạo thành những phong cảnh đẹp nhất, bao gồm hồ Kolyvan nhỏ nhưng sâu (360 m), được bao quanh bởi các sườn núi granit.
Xa hơn về phía tây là các thung lũng Uba, Ulba và Bukhtarma chạy theo hướng tây-nam về phía sông Irtysh. Phần thấp của thung lũng đầu tiên, tương tự như thung lũng thấp Charysh, có đông dân cư ở; tại thung lũng Ulba là mỏ Riddersk, ở dưới chân đỉnh Ivanovsk (2.060 m), được bao phủ bởi các đồng cỏ vùng núi cao. Thung lũng Bukhtarma có chiều dài 320 km, cũng bắt nguồn từ chân các núi Belukha và Kuitun, và do nó hạ độ cao tới 1.500 m trong khoảng 300 km chiều dài (từ cao nguyên ở độ cao 1.900 m tới pháo đài Bukhtarma ở độ cao 345 m), nó tạo ra một trong những phong cảnh và thảm thực vật tương phản mạnh nhất. Phần trên cao của nó là các sông băng, trong đó được biết đến nhiều nhất là sông băng Berel, bắt nguồn từ Byelukha. Ở phía bắc của dãy núi, nơi chia tách phần thượng của thung lũng Bukhtarma ra khỏi phần thượng của thung lũng Katun là sông băng Katun, sau hai thác băng đã mở rộng ra tới 700–900 m. Từ các hang động trong sông băng này phát sinh sông Katun.
Phần trung và hạ của thung lũng Bukhtarma đã được những người nông dân, nông nô và những người ly giáo (paskolnik) Nga định cư từ thế kỷ 18, họ đã tạo ra một nước cộng hòa tự do tại đây trên lãnh thổ Trung Quốc; và sau khi phần thung lũng này được sáp nhập vào Nga năm 1869 thì nó đã nhanh chóng bị con người chiếm lĩnh. Các thung lũng cao xa hơn về phía bắc nằm trên cùng một sườn phía tây của dãy núi Sailughem ít được biết đến, chỉ có những người chăn cừu Kirghiz đến đó.
Các sông Bashkaus, Chulyshman và Chulcha đều chảy tới hồ núi cao là hồ Teletskoye (chiều dài 80 km; chiều rộng tối đa 5 km; độ cao 520 m; diện tích 230,8 km²; độ sâu tối đa 310 m; độ sâu trung bình 200 m), xung quanh có người Telengit sinh sống. Các bờ hồ gần như là dốc đứng tới 1.800 m. Từ hồ này phát sinh sông Biya, nối với sông Katun tại Biysk, sau đó chảy quanh co khúc khuỷu qua các thảo nguyên ở tây bắc Altai.
Xa hơn về phía bắc, vùng đất cao Altai kéo dài tới khu vực Kuznetsk, nó có cấu tạo địa chất hơi khác với Altai, nhưng vẫn thuộc về hệ thống Altai. Nhưng sông Abakan phát sinh ở sườn phía tây dãy núi Sayan lại thuộc về hệ thống sông Enisei. Dãy núi Kuznetsk Ala-tau, ở tả ngạn sông Abakan, chạy theo hướng bắc-đông tới khu vực thị trấn Eniseisk, trong khi phức hệ núi (Chukchut, Salair, Abakan) chiếm lĩnh các khu vực theo hướng bắc tới đường sắt xuyên Siberi và về hướng tây tới sông Obi.

### Đông Altai
Ek-tagh hay Altai Mông Cổ chia tách lòng chảo Kobdo ở phía bắc ra khỏi lưu vực sông Irtysh ở phía nam, có thể coi là biên giới thực thụ, tại khu vực này phát sinh các vách núi dốc đứng từ vùng đất thấp Dzungaria (Chuẩn Cát Nhĩ) (470–900 m), nhưng thấp dần về phía bắc tới một cao nguyên có độ dốc tương đối nhỏ (1.150-1.680 m) ở phía tây bắc Mông Cổ. Về phía đông của kinh độ 94° thì dãy núi được nối tiếp bằng một chuỗi kép các dãy núi, tất cả chúng đều ít đáng chú ý về mặt sơn văn học và có độ cao thấp hơn nhiều. Các sườn núi của chuỗi hợp thành hệ thống này chủ yếu là những người Kirghiz du cư sinh sống.

## Di sản thế giới

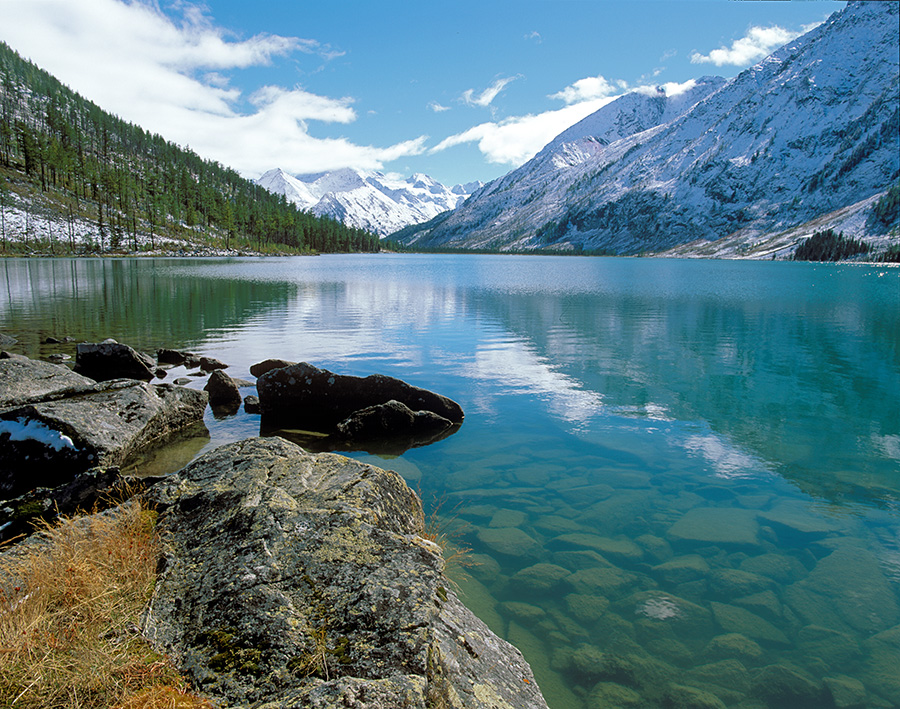
Khu bảo tồn thiên nhiên Katun

Là vùng núi có diện tích 16.175 km² bao gồm Altai và Khu bảo tồn thiên nhiên Altai, khu bảo tồn tự nhiên Katun, hồ Teletskoye, đỉnh Belukha và cao nguyên Ukok - tạo thành di sản thế giới tự nhiên của UNESCO, gọi là Dãy núi vàng Altai''. Thông báo trông miêu tả của UNESCO viết: "khu vực tượng trưng cho chuỗi hoàn hảo nhất của các thảm thực vật vùng cao tại trung tâm Siberia, từ thảo nguyên, thảo nguyên-rừng, rừng hỗn hợp, thực vật vùng phụ cận núi cao và thực vật vùng núi cao". Khi đưa ra quyết định của mình, UNESCO cũng đề cập tới tầm quan trọng của Altai thuộc Nga trong việc bảo tồn các động vật có vú đang nguy cấp ở mức độ toàn cầu, chẳng hạn báo tuyết và cừu aga Altai.

## Địa chất
Dãy núi Altai tiêu biểu cho khu vực phía bắc nhất chịu ảnh hưởng của các va chạm kiến tạo của tiểu lục địa Ấn Độ vào châu Á. Các hệ thống đứt gãy lớn chạy suốt trong khu vực, bao gồm khu vực đứt gãy Kurai và khu vực đứt gãy gần đây mới phát hiện ra là khu vực đứt gãy Tashanta. Các hệ thống đứt gãy này là các đứt gãy xô đẩy hoặc trượt, một số trong chúng thuộc dạng đang hoạt động kiến tạo. Các dạng đá điển hình của dãy núi là các loại granit và đá phiến biến chất và một số bị biến dạng lớn gần các khu vực đứt gãy.

### Hoạt động địa chấn
Ngày 27 tháng 9 năm 2003 một trận động đất mạnh, đạt tới 7,3 Mw, đã diễn ra tại khu vực lưu vực Chuya ở phía nam dãy núi Altai. Tuy nhiên, hoạt động địa chấn ít khi xảy ra. Trận động đất này và các dư chấn của nó đã phá hủy nhiều khu vực, gây ra tổn thất ước tính 10,6 triệu USD (theo USGS) và phá hủy hoàn toàn làng Beltir.